# Districtul Nové Mesto nad Váhom

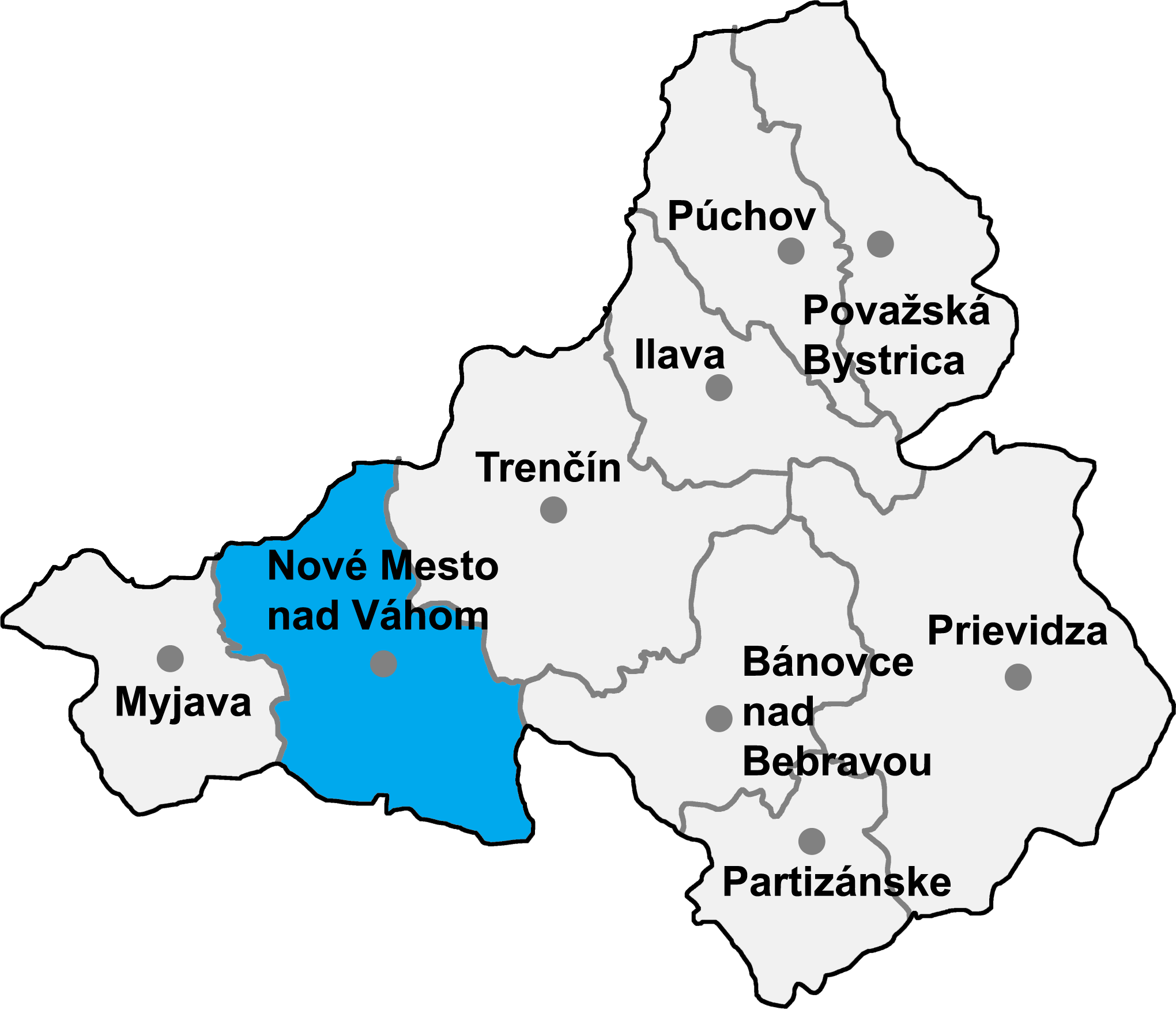
Districtul Nové Mesto nad Váhom

Districtul Nové Mesto nad Váhom (okres Nové Mesto nad Váhom) este un district în Slovacia vestică, în Regiunea Trenčín. 

## Demografie
| An:                | 1994   | 2004   | 2014   | 2024   |
| ------------------ | ------ | ------ | ------ | ------ |
| Număr de persoane: | 64.563 | 63.119 | 62.531 | 61.303 |
| Diferență:         |        | −2,23% | −0,93% | −1,96% |

| An:                | 2023   | 2024   |
| ------------------ | ------ | ------ |
| Număr de persoane: | 61.349 | 61.303 |
| Diferență:         |        | −0,07% |

## Comune
- Beckov
- Bošáca
- Brunovce
- Bzince pod Javorinou
- Čachtice
- Častkovce
- Dolné Srnie
- Haluzice
- Hôrka nad Váhom
- Horná Streda
- Hrachovište
- Hrádok
- Kálnica
- Kočovce
- Lubina
- Lúka
- Modrová
- Modrovka
- Moravské Lieskové
- Nová Bošáca
- Nová Lehota
- Nová Ves nad Váhom
- Nové Mesto nad Váhom
- Očkov
- Pobedim
- Podolie
- Potvorice
- Považany
- Stará Lehota
- Stará Turá
- Trenčianske Bohuslavice
- Vaďovce
- Višňové
- Zemianske Podhradie